# جوفان تاليفسكي
جوفان تاليفسكي مواليد 18 سبتمبر 1994 في سكوبيه، جمهورية مقدونيا، هو لاعب كرة يد مقدوني يلعب كوسط مدافع. لعب في بداياته مع نادي فاردار لكرة اليد.